# Sholban Kara-ool
Sholban Valerievich Kara-ool (en tuvano: Шолбан Валерий оглу Кара-оол, en ruso: Шолба́н Вале́рьевич Кара-о́ол; Choduraa, RASS de Tuvá, 18 de julio de 1966) es un político ruso de etnia tuvana. Desde 2021, es vicepresidente de la Duma Estatal de la Asamblea Federal de Rusia. Entre 2007 y 2021 fue presidente de la República de Tuvá, uno de los sujetos federales que forman la Federación de Rusia.

## Biografía
Sholban Kara-ool nació el 18 de julio de 1966 en la pequeña localidad rural de Choduraa en el distrito (raión) de Ulug-Khemsky en lo que entonces era la RASS de Tuvá (Unión Soviética) y ha pasado la mayor parte de su vida en Tuvá. Pasó varios años como instructor deportivo en la escuela secundaria Sug-Bazhyn en la región de Kaa-Khem en Tuvá. Entre 1986 y 1988, sirvió en las Fuerzas Armadas de la URSS y, en 1990, se dedicó a la ingeniería en el Laboratorio de Investigación Económica en el Departamento del Complejo Tuvá de la Rama Siberiana de la Academia de Ciencias de la URSS.
En 1990, se graduó en la Universidad Estatal de los Urales (ahora Universidad Federal de los Urales), y en 1993 completó sus estudios de posgrado en la misma universidad con un doctorado (Candidato de Ciencias) en Economía. Después de completar sus estudios trabajo primero como director general de Kardo CJSC (1993-1997) y posteriormente como director general de LLC Dokar (1997-1998).
En 1998, fue miembro del Consejo de la Federación, sirvió como vicepresidente del Comité de Relaciones Exteriores, hasta diciembre de 2001, cuando renunció como miembro del Consejo, luego fue elegido diputado de la III Convocatoria del Gran Jural (parlamento) de la República de Tuvá.
El 17 de marzo de 2002, se postuló para el cargo de jefe de la República - presidente del Gobierno con el 22% de los votos, pero perdió ante el expresidente de Tuvá Sherig-ool Oorzhak (quien obtuvo el 53 %). Posteriormente ocupó el cargo de primer vicepresidente del Gobierno de la República de Tuvá y luego, de septiembre de 2003 a enero de 2005, ministro de Comercio, Servicios al Consumidor y Desarrollo Empresarial de la República de Tuvá. De 2005 a 2006, fue vice primer ministro de la República de Tuvá y entre 2006 y 2007, fue diputado de la Cámara Legislativa del Gran Jural de la República de Tuvá.

### Jefe de la República de Tuvá

#### Primer mandato (2007-2012)

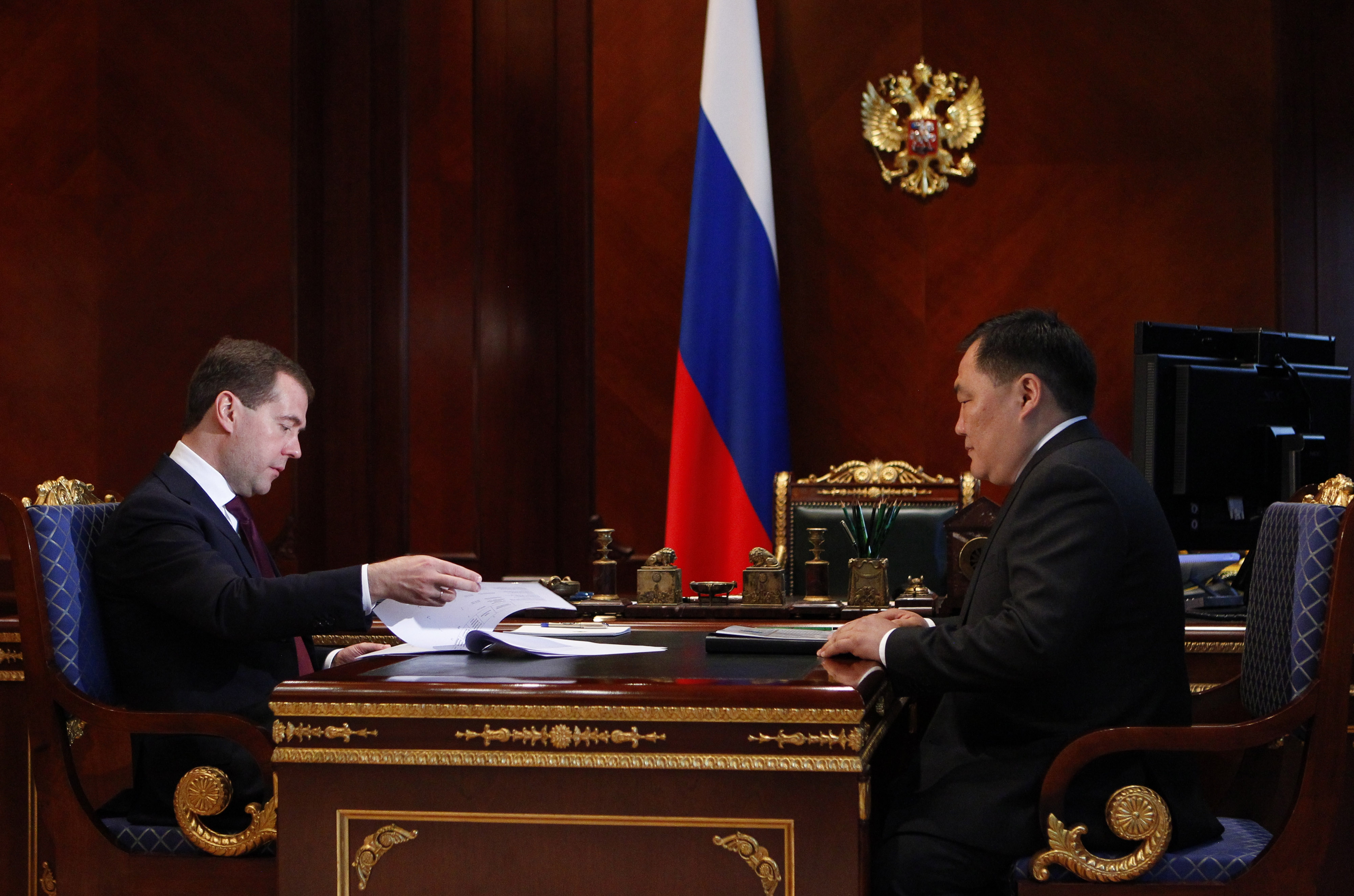
Reunión de trabajo con el presidente de Rusia, Dmitri Medvédev en 2012

En abril de 2007, el presidente ruso Vladímir Putin presentó la candidatura de Sholban Kara-ool al parlamento de la República de Tuvá para conferirle los poderes de presidente del gobierno. El 6 de abril, el Gran Jural de Tuvá aprobó la candidatura de Kara-ool para asumir dicho cargo. Finalmente, el 18 de mayo de 2007, se convirtió en presidente del gobierno de la República de Tuvá. 
Uno de sus primeros pasos en este cargo fue rehabilitar completamente al fundador de la República Popular de Tannu Tuvá, Mongush Buyan-Badyrgy. Durante varios años, se desarrolló e implementó un proyecto para erigir un monumento a Buyan-Badyry, el 6 de septiembre de 2014, la gran inauguración del monumento, instalado cerca del edificio del Museo Nacional de la República, tuvo lugar en el año de la celebración del 100 aniversario de la unión de Tuvá y Rusia, celebrada en Kizil con la participación del presidente Vladímir Putin.
También lanzaron una campaña de recaudación de fondos para la construcción de un monumento a Innokenty Safyanov.

#### Segundo mandato (2012-2016)

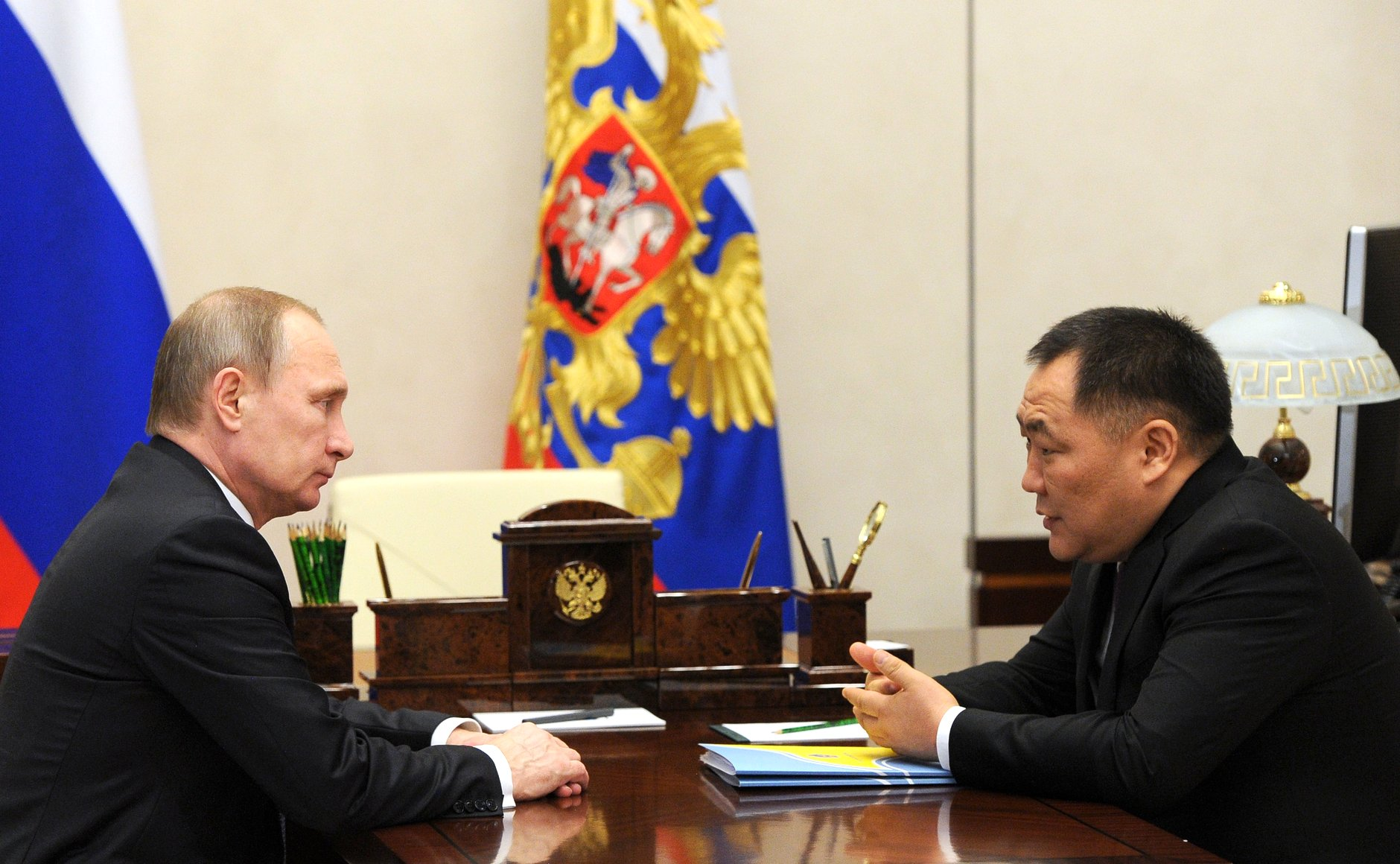
Reunión de trabajo con el presidente Vladímir Putin en 2016

Su mandato expiró en abril de 2012. Según la ley actual, el partido Rusia Unida propuso al entonces presidente ruso Dmitri Medvédev tres candidatos para el cargo de jefe de la república para el próximo mandato de cinco años: Sholban Kara-ool, presidente del parlamento de Tuvá, Davaa Kan-ool y entonces alcalde de Kizil, la capital y ciudad más poblada de Tuvá, Víctor Tunev. Medvédev eligió a Sholban Kara-ool y el 25 de febrero de 2012 presentó su candidatura a la consideración de los diputados del parlamento para extender su mandato. El 2 de marzo, el Gran Jural (parlamento de Tuvá) aprobó por unanimidad la candidatura de Kara-ool, que recibió el apoyo de los 29 diputados con derecho a voto.
Desde 2013, el proyecto del gobernador «Una aldea, un producto» se ha implementado en Tuvá: el estudio de los recursos de cada municipio, luego la apertura y el desarrollo de la producción de bienes agrícolas competitivos. Otro proyecto llamado «Kyshtag para una familia joven» tenía como objetivo ayudar a los jóvenes aldeanos a organizar granjas ganaderas familiares. Otras iniciativas de la administración de Kara-ool incluyen (re)involucrar a los hombres en la educación y aumentar el número de profesores varones en Tuvá, el desarrollo de infraestructura deportiva, así como la construcción de sitios de recreación, monumentos culturales y naturales.

#### Tercer mandato (2016-2021)

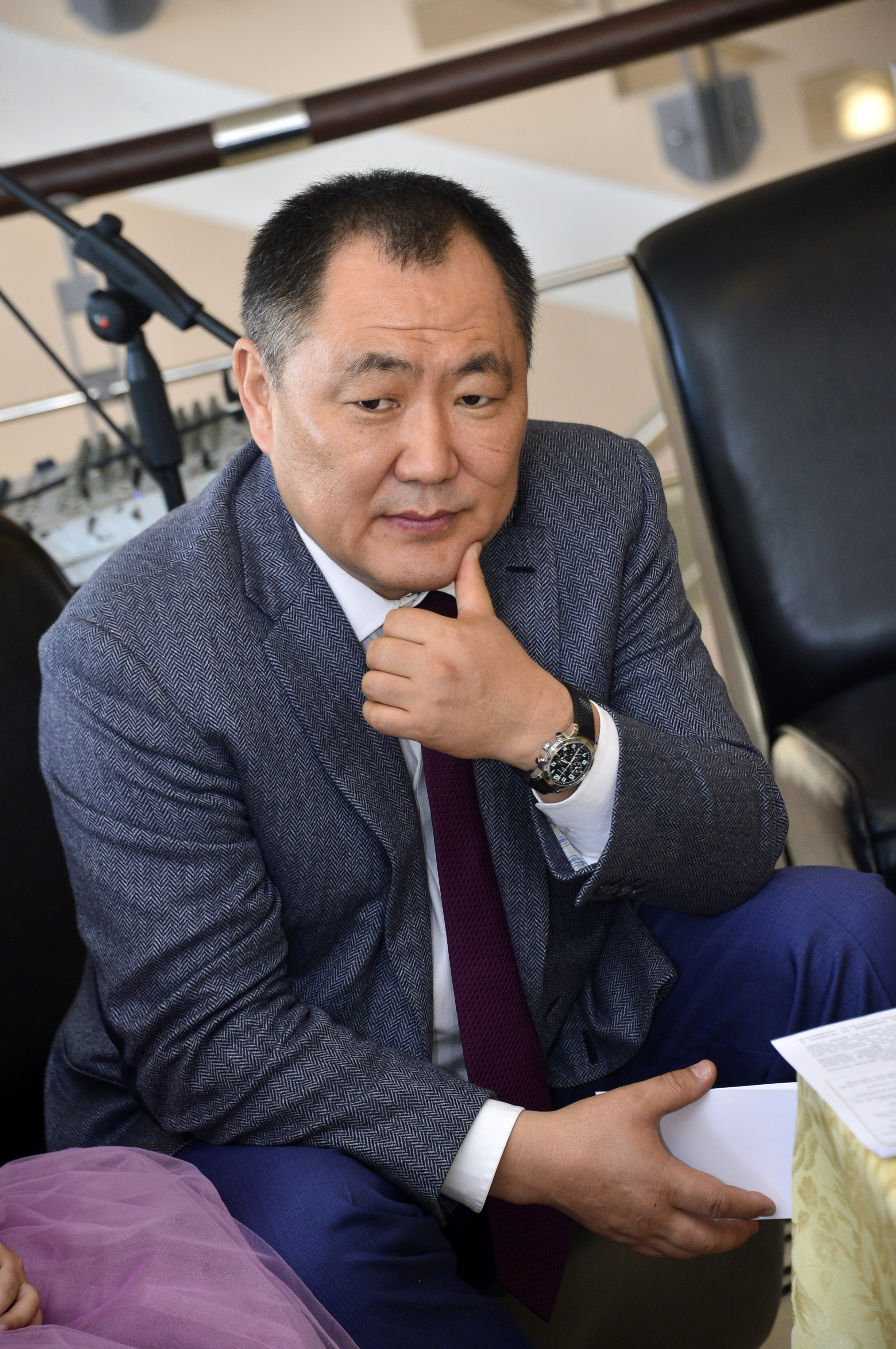
En 2017 en una reunión con jóvenes madres exitosas de Tuvá

El 23 de mayo de 2016, renunció a petición propia para convocar elecciones anticipadas en septiembre del mismo año, lo que fue aceptado por el presidente de Rusia. El mismo día, por Decreto de Putin, fue nombrado jefe interino de la República de Tuvá hasta que la persona elegida como Jefe de la República de Tuvá asumiera el cargo. El 18 de septiembre de 2016, fue elegido nuevamente jefe de la República de Tuvá, obteniendo el 85,66 % de los votos emitidos (fue nominado por el partido Rusia Unida). Su rival más cercano, el candidato del Partido Comunista Serguéi Salchak, recibió el 5 % de los votos. Asumió formalmente el cargo el 22 de septiembre.
El 7 de abril de 2021, el presidente Vladímir Putin aceptó su renuncia a petición propia del cargo de Jefe de la República de Tuvá. Kara-ool fue sustituido por Vladislav Jovalyg, antiguo alcalde de Kizil.

### Miembro de la Duma Estatal
El 19 de septiembre de 2021 fue elegido miembro de la VIII convocatoria de la Duma Estatal de la Asamblea Federal de la Federación Rusa y el 12 de octubre de 2021 fue nombrado vicepresidente de la Duma Estatal. Como vicepresidente, supervisa las comisiones de política regional y autogobierno local, de turismo y de desarrollo de infraestructuras turísticas. Responsable de organizar la cooperación entre la Duma Estatal y la Asamblea Parlamentaria CSTO.
Entre 2018 y 2021 fue el presidente de la junta directiva de la asociación interregional para la interacción económica de las entidades constituyentes de la Federación de Rusia conocida como «Acuerdo de Siberia».
Además de su actividad política es Presidente de la Federación de Lucha Libre de la República de Tuvá.

## Familia
Kara-ool está casado con Larisa Sagan-oolovna Kara-ool y tiene dos hijas, Chinchiley (nacida en 1990) y Dolgarmaa (nacida en 1998) y un hijo Valery.

## Condecoraciones
- Orden de la Amistad (26 de enero de 2017) - «por logros laborales, actividades sociales activas y muchos años de trabajo concienzudo».[14]
- Medalla de la Orden al Mérito de la Patria de 2.do grado (23 de marzo de 2015) - «por logros laborales, muchos años de trabajo concienzudo y gran actividad social».[15]
- Orden de la Gloria y el Honor de 2.do grado (concedido por la Iglesia ortodoxa rusa, 2011)[16]
- Medalla por la Contribución al Fortalecimiento de la Defensa de la Federación de Rusia (Ministerio de Defensa de Rusia, 2019).[17]
- Medalla al 150.º Aniversario de la Fundación del Instituto de Alguaciles (14 de septiembre de 2015, Orden del Servicio Federal de Alguaciles de Rusia N.º 1875-k).[18]